# حشره‌خوار مونت لیل
 حشره‌خوار مونت لیل (نام علمی: Sorex lyelli) نام یک گونه از سرده حشره‌خوارهای دم‌دراز است.